# Cop d'estat a Guinea de 2008

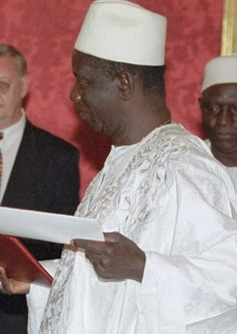
El cop va tenir lloc hores després de la mort de Lansana Conté.

El cop d'estat a Guinea el 2008 fou declarat el 23 de desembre per un grup amb influència militar, hores després de la mort del president militar Lansana Conté. El portaveu d'un grup autodenominat Consell Nacional per a la Democràcia i el Desenvolupament començà a anunciar el cop al voltant de les 7.30 h per la ràdio i la televisió estatals.
El capità Mussa Dadis Camara anuncià que un consell de caps militars i civils seria creat per a substituir al govern, ja que les institucions estatals són "incapaces de resoldre la crisi que el país afronta". Els militars es concentraren a prop de l'aeroport de Conakry.

## Primeres reaccions
En resposta al cop, el Primer Ministre Ahmed Tidiane Souaré realitzà un comunicat demanant calma a la població. Fou acompanyat pel cap d'Estat Major, Diarra Camara, el qui segons els observadors internacionals pot significar divisions a l'exèrcit. Aboubacar Somparé, president de l'Assemblea Nacional i que segons la constitució ha de ser el successor de Conté, confirmà el cop, malgrat que va rebaixar la seva importància. Souaré, per la seva part, va declarar que el govern no s'ha dissolt.

## Triomf del cop
El 25 de desembre el Primer Ministre Ahmed Tidiane Souaré s'entregà amb tot el seu govern als militars colpistes, declarant la seva lleialtat a Mussa Dadis Camara. Camara jurà com a nou president aquest mateix dia, declarant que es convocarien unes eleccions presidencials en les quals ell no es presentaria.

## Kabiné Komara és elegit Primer Ministre
El matí del 30 de desembre, s'anuncià per la ràdio governamental de Guinea que Kabiné Komara fou escollit nou Primer ministre. Kabiné Komara ho acceptà després d'haver volat des del Caire amb un vol especial.

## Reaccions internacionals
- La Unió Africana condemnà el cop per ser una violació flagrant de la Constitució del país. A més, es convocà una reunió d'emergència el 24 de desembre per a analitzar la situació.[12]
  - El Senegal es desmarcà de les condemnes en declarar Abdoulaye Wade, president del país, que el cop mereixia la seva ajuda i va mostrar la seva confiança en Camara.[13] Wade va sostenir que els membres de la junta "no estan interessats en el poder pel poder sinó en aconseguir evitar conflictes socials i ètnics".[14]
- La Comunitat Econòmica d'Estats d'Àfrica Occidental advirtí que Guinea podria ser suspesa de l'organització si els militars assumissin el poder.[15]
- La Unió Europea condemnà el cop i feu una crida als militars i el govern per a fer una transició pacífica.[16]
- Estats Units expressà esperança per a "una transició pacífica i democràtica". Un portaveu digué: "Nosaltres treballem amb els nostres companys a Guinea i a altres països de la regió, a més de la Unió Africana, per a animar que les institucions a Guinea prenguin tots els passos necessaris per a assegurar una transició pacífica i democràtica".[17] Després de l'autoproclamació com a president de Camara, els estatunidencs seguiren exigint una tornada a la normalitat constitucional, desconfiant del termini imposat per a convocar unes eleccions.[13]